# Cyphia oligotricha
Cyphia oligotricha är en klockväxtart som beskrevs av Rudolf Schlechter. Cyphia oligotricha ingår i släktet Cyphia, och familjen klockväxter. Inga underarter finns listade i Catalogue of Life.